# Verunić
Verunić – wieś w Chorwacji, w żupanii zadarskiej, w gminie Sali. W 2011 liczyła 40 mieszkańców.